# The Angry Birds Movie 3
The Angry Birds Movie 3 é um futuro filme de animação digital do gênero comédia americano baseado na série de videogames Angry Birds, produzido pela Rovio Entertainment, Sega Sammy Group, Prime Focus Studios, One Cool Films, Flywheel Media, e Dentsu, e distribuído pela Paramount Pictures. Servindo como uma sequência de The Angry Birds Movie 2 (2019), o filme foi dirigido por John Rice a partir de um roteiro de Thurop Van Orman. Jason Sudeikis, Josh Gad, Rachel Bloom e Danny McBride reprisam seus papéis de voz dos filmes anteriores, com Emma Myers, Keke Palmer, Lily James, Tim Robinson, Walker Scobell, Sam Richardson, Maitreyi Ramakrishnan, e Nikki Glaser se juntando ao elenco.

## Elenco
- Jason Sudeikis como Red
- Josh Gad como Chuck
- Rachel Bloom como Silver
- Danny McBride como Bomba
- Emma Myers
- Keke Palmer
- Lily James
- Tim Robinson
- Walker Scobell
- Sam Richardson
- Maitreyi Ramakrishnan
- Nikki Glaser
- Marcello Hernandez
- James Austin Johnson
- Psalm West
- Anna Cathcart

## Produção

### Desenvolvimento
Em junho de 2024, a Rovio anunciou que um terceiro filme de Angry Birds estava em produção, com a sua nova empresa-mãe, Sega Sammy Group, produzindo com a Rovio Animation, Prime Focus Studios, One Cool Films, Flywheel Media e Dentsu, com a animação sendo fornecida pela DNEG Animation. John Rice foi contratado para dirigir, com Thurop Van Orman escrevendo o roteiro e John Cohen, Dan Chuba e Carla Connor produzindo, enquanto Jason Sudeikis e Josh Gad reprisariam seus papéis como Red e Chuck, respectivamente.
Em abril de 2025, foi anunciado que a Paramount Pictures havia adquirido os direitos de distribuição do terceiro filme, substituindo a Sony Pictures. Além disso, o restante do elenco de dubladores foi confirmado, além de Rachel Bloom e Danny McBride reprisando seus papéis como Silver e Bomba.

## Música
A trilha sonora do filme foi composta por Heitor Pereira, igual os filmes anteriores.

## Lançamento
The Angry Birds Movie 3 está agendado para ser lançado em 29 de janeiro de 2027 nos Estados Unidos, pela Paramount Pictures.